# The Tube (tv-serie uit 1982)
The Tube is een Brits muziekprogramma dat vijf seizoenen lang werd uitgezonden, van 5 november 1982 tot 24 april 1987. Het werd gefilmd in Newcastle upon Tyne en geproduceerd voor Channel 4 door Tyne Tees Television, dat eerder al het soortgelijke muziekprogramma Alright Now en het muziekgerichte jeugdprogramma Check it Out voor ITV produceerde; de productie van laatstgenoemde werd beëindigd ten gunste van The Tube.
The Tube werd live gepresenteerd door presentatoren als Jools Holland, Paula Yates, Leslie Ash, Muriel Gray, Gary James, Mark Miwurdz (Mark Hurst), Michel Cremona, Felix Howard, Tony Fletcher, Nick Laird-Clowes en Mike Everitt. De show werd geregisseerd door Gavin Taylor; Geoff Wonfor regisseerde enkele van de insertvideo's, samen met Martin Cairns, programmadirecteur van Tyne Tees Television. Er werden nog vele andere specials gemaakt, waaronder één voor de vooravond van het millennium.
In november 2006 werd de merknaam door Channel 4 opnieuw gelanceerd als online radiostation.